# Nélia Barbosa
Nélia Barbosa, née le 8 octobre 1998 à Lisbonne, est une kayakiste handisport française pratiquant la course en ligne.
Elle est médaillée d'argent sur le 200 mètres KL3 (athlètes capables d'utiliser au moins une jambe ou prothèse) aux Jeux paralympiques d'été de 2020 à Tokyo et aux Jeux paralympiques d'été de 2024 à Paris.

## Biographie
Nélia Barbosa commence le canoë-Kayak à l’âge de 12 ans sur la Marne, au club de Champigny
À l’âge de 15 mois, on lui diagnostique une neurofibromatose à la cheville droite.
À la suite de complications de la maladie, c'est à l'âge de 18 ans que les médecins lui conseilleront une amputation de la partie inférieure de sa jambe en novembre 2017. Elle reprend le canoë-kayak en intégrant la compétition handisport.
Elle est étudiante en graphisme interactif et obtient son BTS en design de produits, préparé au lycée François-Mansart de Saint-Maur-des-Fossés.
En 2019, elle obtient une médaille d'argent aux championnats d'Europe de paracanoë à Poznań et finit 4e aux Championnats du monde de Szeged. EN 2020, elle décroche une médaille d'or dans une manche de la coupe du monde à Szeged.
En 2021, elle est abonnée à la médaille d'argent aux championnats d'Europe de Poznań puis participe à ses premiers Jeux paralympiques à Tokyo : elle termine en s'imposant dans sa série du 200m KL3 puis remporte une médaille d'argent en finale derrière la Britannique Laura Sugar (en).
Elle est médaillée d'argent aux championnats d'Europe 2022 à Munich et aux Jeux paralympiques d'été de 2024 à Paris.

## Palmarès handisport

### Jeux paralympiques
- Jeux paralympiques d'été de 2020 à Tokyo
  -  Médaille d'argent KL3
- Jeux paralympiques d'été de 2024 à Paris
  -  Médaille d'argent KL3

### Championnats du monde
- Championnats du monde de 2021 à Copenhague
  -  Médaille de bronze KL3
- Championnats du monde de 2022 à Dartmouth
  -  Médaille d'argent KL3
- Championnats du monde de 2023 à Duisbourg
  -  Médaille d'argent KL3

### Championnats d'Europe
- Championnats d'Europe de 2019 à Poznań
  -  Médaille d'argent KL3
- Championnats d'Europe de 2021 à Poznań
  -  Médaille d'argent KL3
- Championnats d'Europe de 2022 à Munich
  -  Médaille d'argent KL3
- Championnats d'Europe de 2024 à Szeged
  -  Médaille d'argent KL3

### Coupe du monde
- 2019 :  Médaille de bronze Tests Event KL3  à Tokyo
- 2020 :  Médaille d'or KL3 à Szeged
- 2021 :  Médaille d'argent KL3 à Szeged

## Décorations
- Chevalier de l'ordre national du Mérite le 8 septembre 2021[8]
- Médaille de la jeunesse, des sports et de l'engagement associatif, argent (2025)[9].